# Чарджоуская область
Чарджо́уская область — административная единица на территории Туркменской ССР, существовавшая в 1939—1963 и 1970—1992 годах. 14 декабря 1992 года на территории области образован Лебапский велаят.
Площадь — 93,8 тыс. км². Население — 698 тыс. чел. (1987 год), в том числе городское — 46 %. Административно состояла из 12 районов, включала 2 города, 21 пгт (1987).
Административный центр — город Чарджоу.
Большая часть территории занята пустыней Каракумы, на юго-востоке — отроги Гиссарского хребта.

## Административное деление
Область создана Указом Президиума Верховного Совета СССР от 21 ноября 1939 года.
В 1939 году область делилась на 15 районов: Бурдалыкский, Дейнаусский, Кагановический, Карабекаульский, Карлюкский, Керкинский, Кизыл-Аякский, Молотовский, Сакарский, Саятский, Фарабский, Халачский, Ходжамбасский, Чарджоуский и Чаршангинский.
В 1943 Бурдалыкский, Карлюкский, Керкинский, Кизыл-Аякский, Халачский, Ходжамбасский и Чаршангинский районы отошли к Керкинской области. В 1944 из Ташаузской области в Чарджоускую был передан Дарган-Атинский район. В 1947 Керкинская область с 7 районами была присоединена к Чарджоуской. В 1951 упразднён Карлюкский район, в 1955 — Бурдалыкский, в 1956 — Кагановический и Сакарский. Тогда же образован Куйбышевский район. Через год Молотовский район переименован в Московский. В 1959 упразднён Кизыл-Аякский район. 10 января 1963 область была упразднена. Одновременно упразднены Дарган-Атинский, Карабекаульский, Куйбышевский, Московский, Фарабский, Халачский и Чаршангинский районы. Остальные районы переданы в республиканское подчинение.
14 декабря 1970 года, когда область была восстановлена, она делилась на Дарган-Атинский, Дейнаусский, Карабекаульский, Керкинский, Саятский, Фарабский, Ходжамбасский, Чарджоуский и Чаршангинский районы. В 1975 образованы Достлукский, Сакарский и Халачский районы (первые два из них упразднены в 1988 году).

## Природа
Климат — резко континентальный. Главная река — Амударья. Расположен Репетекский заповедник, Амударьинский заповедник.

## Население
В 1939 году в области проживало 252,9 тыс. чел. В том числе туркмены — 57,7 %; русские — 18,9 %; узбеки — 14,3 %; татары — 2,6 %; украинцы — 1,7 %; казахи — 1,4 %. К 1987 году население выросло до 698 тыс. чел.

## Экономика
- Добыча природного газа, калийных солей, серы.
- Развита лёгкая (хлопкоочистительная, по первичной обработке каракульских шкурок, шерстопрядильная, шёлкоткацкая, швейная, обувная, трикотажная, ковроткацкая), пищевкусовая (в том числе маслобойная), химическая (производство суперфосфата, калийных удобрений и другого), нефтеперерабатывающая отрасли промышленности, металлообработка (в том числе судоремонт).
- Основные промышленные предприятия — в городах Чарджоу, Гаурдак, Керки.
- Основа сельского хозяйства — поливное земледелие (Каракумский канал). Свыше 2/3 посевной площади под хлопчатником. Также сеют люцерну, зерновые (кукуруза, джугара, ячмень и другие). Бахчеводство (дыни, арбузы). Плодоводство. Виноградарство. Заготовка и переработка солодкового (лакричного) корня. Каракулеводство. Важный район шелководства.
- Судоходство по реке Амударья, по каналу (Каракумский канал).

## Известные люди
В области родились:
- Олег Кононенко (род. 21 июня 1964 года, Чарджоу, Туркменская ССР) — российский космонавт, Герой Российской Федерации (2009).
- Яшузак Маметназаров — советский и туркменский спортивный деятель, Заслуженный тренер Туркменской ССР (1990).
- Сердар Худайбердыев (туркм. Serdar Hudaýberdiýew; род. 11 ноября 1986, Чарджоу, Туркменская ССР) —туркменский боксёр-профессионал. Чемпион чемпионата Азии 2009. Мастер спорта международного класса по боксу. Сердар был удостоен чести нести флаг Туркменистана на открытии летних Олимпийских игр в Лондоне.
- Гулиев Ролан Мурадхан оглу (азерб. Quliyev Rolan Muradxan oğlu) (родился 23 декабря 1987 года в городеЧарджоу, Туркменская ССР) — один из самых молодых и перспективных азербайджанских кикбоксеров-любителей. Член Сборной команды Азербайджана по кикбоксингу. Бронзовый призёр Чемпионата Европы, четырёхкратный победитель Туркменистана, а также двукратный чемпион Азербайджана среди молодёжи по этому виду спорта.
- Овлякули Довлетмурадович Ходжакулиев (29 августа 1959, Чарджоусская область, Туркменская ССР) — туркменский режиссёр и актёр.